# Pseudocirsope
Pseudocirsope is een geslacht van uitgestorven weekdieren uit de klasse van de Gastropoda (slakken).

## Soorten
- Pseudocirsope degrangei (Cossmann & Peyrot, 1919) †
- Pseudocirsope galeodina (O. Boettger, 1907) †
- Pseudocirsope sandbergeri (Mayer, 1864) †
- Pseudocirsope subeffusa (Sandberger, 1859) †